# Vámos
Vámos ou Vamos (em grego: Βάμου) é uma vila do noroeste da ilha de Creta, Grécia, unidade municipal, que faz parte do município de Apocórona e da unidade regional de Chania. Antes da reforma administrativa de 2011 era um município, com 37 km² de área. Em 2001 o município tinha 2 932 habitantes (densidade: 79,2 hab./km²), dos quais 736 na vila de Vámos.
Além de Vámos, a unidade municipal tem as seguintes localidades: Douliana, Gavalohori, Agios Pavlos, Koprana, Agios Vasilios, Plaka, Almírida, Kambia, Kókkino Hório, Kaina, Kefalás, Paleloni, Drapanos, Xerosterni, Litsarda, Sellia, Souri, Likotinara e Kalamitsi Alexandrou. A península de Drápano faz parte da unidade municipal.

## Localização e descrição
Situa-se numa zona de colinas verdejantes, perto dos limites sudoeste da península de Drápano e da costa do mar de Creta, 7 km a sudeste de Kalives, 10 km a nordeste de Georgiópolis e 25 km a sudeste de Chania (distâncias por estrada). Juntamente com Vrissés, situada 5 km a sul, é a localidade mais importante de Apocórona, onde se situam algumas infraestruturas locais relevantes, como um centro de saúde, um tribunal e uma escola secundária. Embora Vámos esteja longe de ser um local turístico, recebe alguns visitantes, em grande parte devido à proximidade das estâncias de praia de Kalives, Georgiópolis, Almírida e Plaka (estas últimas fazem parte da unidade municipal) e ao facto de ter conservado o seu ar de localidade tradicional cretense, nomeadamente nos seus kafeneions (cafés) e casas tradicionais. A parte mais moderna da Vámos, onde se encontra a praça principal, situa-se no topo do monte e a mais antiga na encosta abaixo.
Vámos está classificada como "tradicional" pelo Ministério do Ambiente grego e uma associação de moradores locais promove a conservação e restauro de casas tradicionais, algumas transformadas em alojamentos ecoturísticos. A vila dispõe de um centro cultural, sediado num belo edifício neoclássico, uma galeria de arte e duas igrejas — Agios Nikolaos (São Nicolau) e Agios Georgios (São Jorge). Um grande lagar de azeite foi restaurado e transformado num museu agrícola, sendo usado também para diversos eventos públicos. Outro edifício de interesse é a antiga escola, construída em 1863, cuja ala feminina, situada no jardim, foi transformada em pensão. Na pequena aldeia veneziana de Karidi Kartsomado há uma pequeno mosteiro em ruínas (de Panagia em Katomeri) que apresenta frescos do século XIII. Perto dali há outra aldeia veneziana — Karidi de Agios Georgios — onde há vários edifícios interessantes, nomeadamente uma villa veneziana e o grande mosteiro de Agios Georgios, que apesar de parcialmente em ruínas, ainda funciona e é considerado uma das obras arquitetónicas mais interessantes da unidade regional de Chania.
Vámos foi palco de muitos combates em 1866 e 1896, durante as revoltas contra o domínio otomano. Os eventos de 1896 contribuíram para atrair a atenção do estrangeiro para o que se passava em Creta e estiveram na origem da realização em Vámos de uma assembleia geral dos revolucionários cretenses presidida por Roussos Koundouros com o objetivo de alcançar a independência de Creta. Há um memorial dessa assembleia na vila.
Várias aldeias da unidade municipal aparecem mencionadas em guias turísticos como especialmente belas, pelas paisagens pitorescas que as rodeiam e por conservarem o seu aspeto tradicional. Entre elas destacam-se Plaka, junto à costa, no início da península de Drápano; ou, mais acima, numa encosta íngreme, Kókkino Hório, que foi usada como fundo para várias cenas do filme Zorba, o Grego. Seguindo ao longo da costa da península encontra-se Palelóni, sobre uma encosta escarpada ao fundo da qual há uma pequena base naval, ou Kefalás, onde as vistas da costa em direção a Retimno são soberbas. A minúscula aldeia de Aspró, situada acima da estrada que liga Almírida a Vámos, virada para o mar, é descrita como "a antiga aldeia grega como sempre imaginou" Douliána, como um "local parado no tempo". Outra aldeia muito pitoresca e que atrai alguns turistas é Gavalohori, onde há um pequeno, mas interessante museu de folclore. A sul de Vámos, a caminho de Georgiópolis, situa-se a aldeia de Kálamitisi Amigdáli, onde há uma cooperativa feminina que se dedica a uma das atividades tradicionais da região: a tecelagem de seda.